# Gary Pettis
Gary George Pettis (Oakland, California, 3 de abril de 1958), más conocido como Gary Pettis, es un exjugador profesional estadounidense de béisbol que se desempeñó en la posición de jardinero central en las Grandes Ligas de Béisbol (MLB). Logró obtener cinco Guantes de Oro.

## Carrera
Pettis jugó como profesional seis temporadas en California Angels (1982-1987), después pasó a Detroit Tigers (1988-1989), luego a Texas Rangers (1990-1991), posteriormente a San Diego Padres (1992), y finalmente, regresó a Detroit Tigers, donde jugó una temporada (1992), y fue el equipo en el que se retiró.

## Premios
Fue galardonado con el Guante de Oro en cinco oportunidades (1985, 1986, 1988, 1989 y 1990).